# Dolmen de Karlane
Le dolmen de Karlane, appelé aussi pierres de la Vallée, est un dolmen situé sur la commune de Sainte-Reine-de-Bretagne dans le département de la Loire-Atlantique.

## Description
Lorsqu'il visite le site en janvier 1882, Pitre de Lisle découvre un dolmen ruiné. La disposition des pierres peut laisser supposer qu'elles ont été déplacées pour ne plus gêner les cultures. La table de couverture, désormais en position verticale, mesure environ 2,40 m de longueur sur 1,30 m de largeur. Les blocs épars aux alentours doivent correspondre aux anciennes orthostates.